# Jaux
Jaux ist eine französische Gemeinde mit etwa 2240 Einwohnern (Stand: 1. Januar 2022) im Département Oise in der Region Hauts-de-France. Sie gehört zum Arrondissement Compiègne und zum Kanton Compiègne-2. 

## Geographie

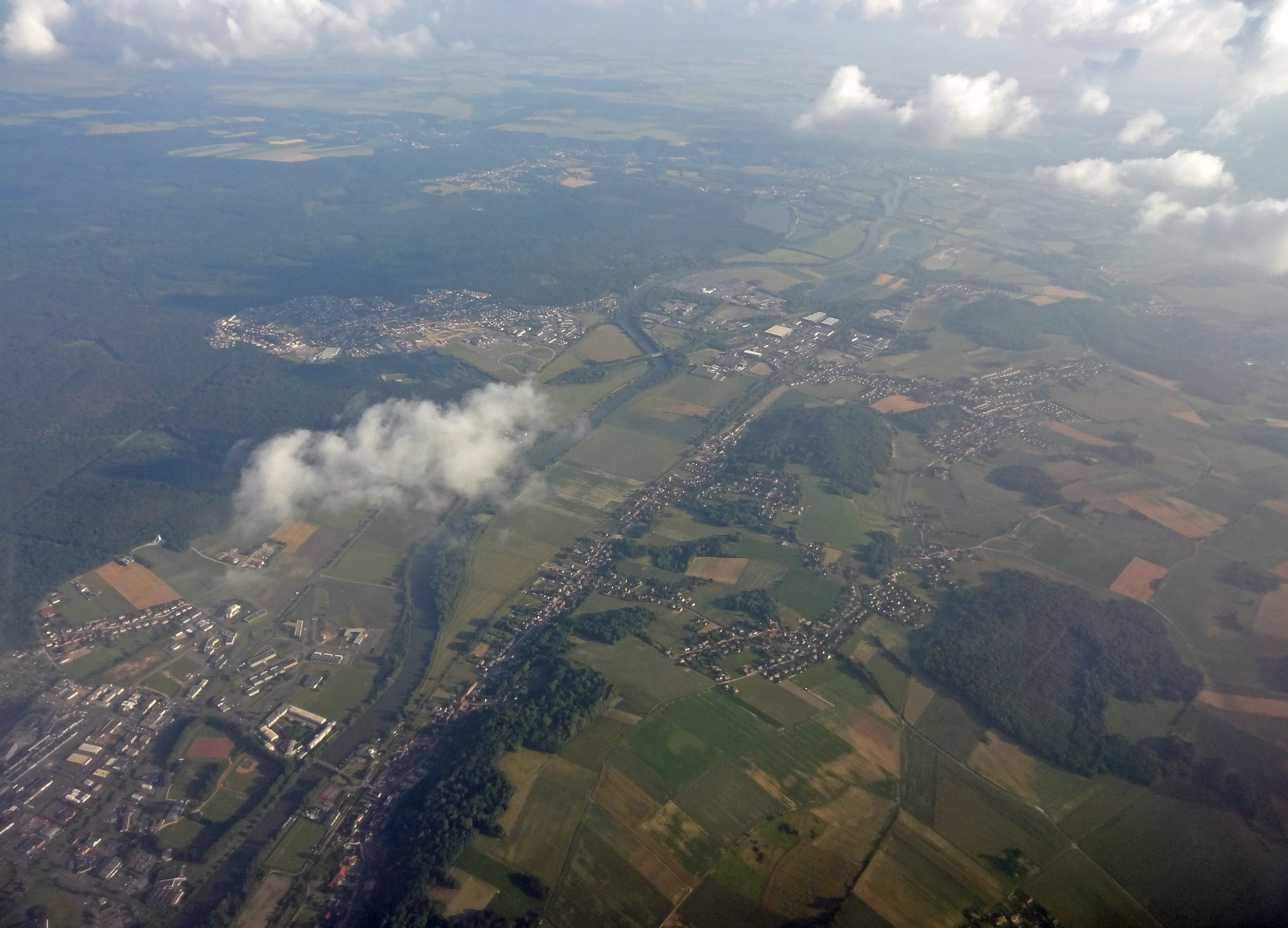
Blick auf Jaux

Jaux liegt südwestlich von Compiègne an der Oise. Umgeben wird von den Nachbargemeinden Lachelle im Nordwesten und Norden, Venette im Nordosten, Compiègne im Osten und Nordosten, Lacroix-Saint-Ouen im Südosten, Armancourt im Süden, Le Meux im Südwesten sowie Jonquières im Westen.
Durch die Gemeinde führt die Route nationale 31.

## Bevölkerungsentwicklung
| Jahr      | 1962 | 1968 | 1975 | 1982 | 1990 | 1999 | 2006 | 2012 | 2018 |
| Einwohner | 784  | 817  | 942  | 1087 | 1407 | 2078 | 2213 | 2391 | 2356 |

## Sehenswürdigkeiten
- Kirche Saint-Pierre (auch: Saint-Pierre, Fassade erste Hälfte des 12. Jahrhunderts, weitere Bauten und Umbauten bis ins 14. Jahrhundert, Monument historique seit 1921) (siehe auch: Liste der Monuments historiques in Jaux)

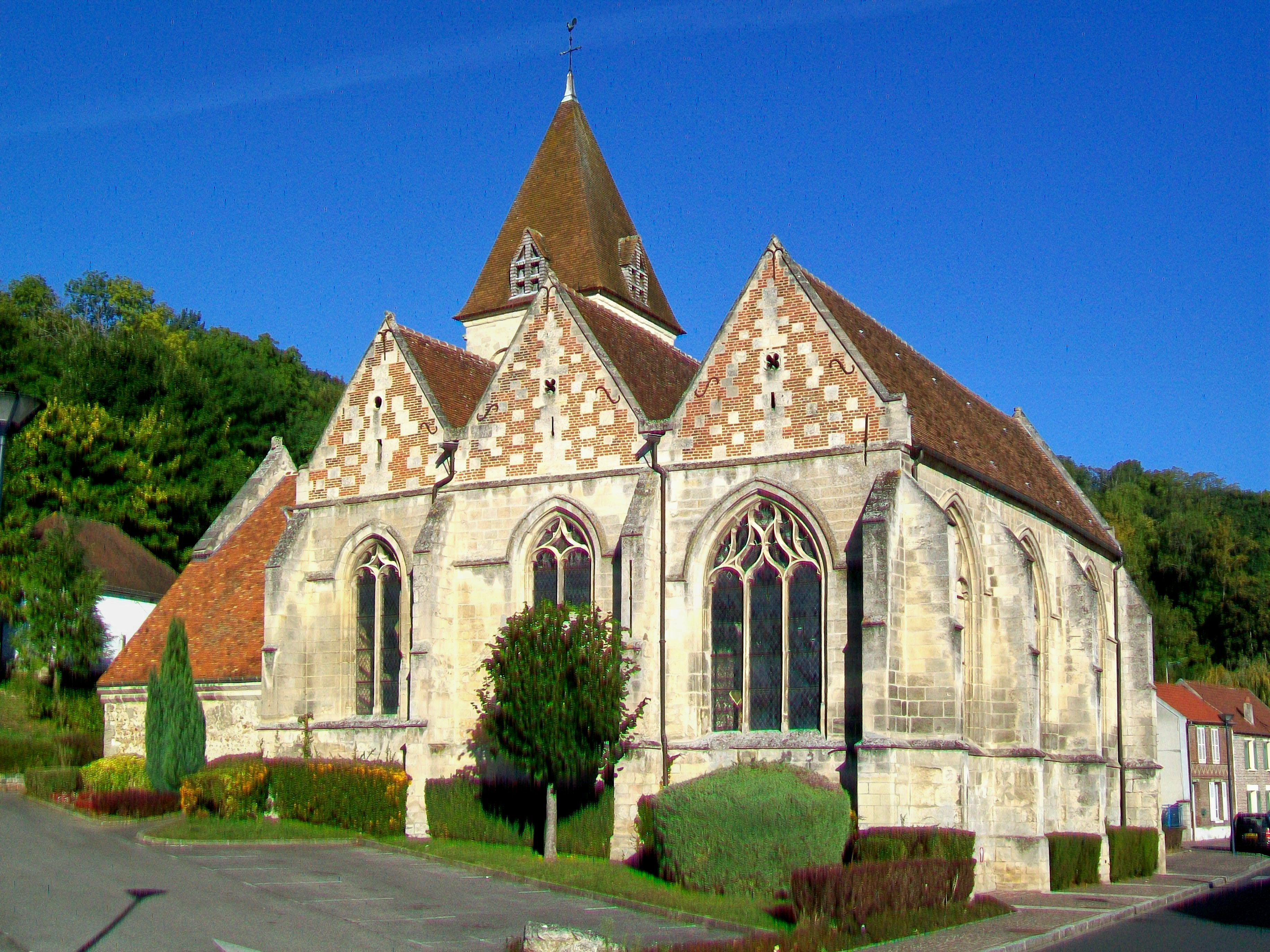
Kirche Saint-Pierre

- Schloss Varanval
- Kapelle Notre-Dame